# الركن الجيلي
الركن الجيلي هو عبد السلام بن عبد الوهاب بن عبد القادر الجيلي (الكيلاني)، ولقبه: أبو منصور، فقيه حنبلي، من علماء بغداد، أتهم بانتسابه لمذهب الفلاسفة، فصودرت كتبه وتم إحراقها، ثم حبس، وأفرج عنه بشفاعة أبيه، توفي في بغداد سنة 611هـ الموافق 1214م 